# Ardmore (Irlandia)
Ardmore (irl. Aird Mhór) – nadmorska miejscowość wypoczynkowa położona w hrabstwie Waterford w Irlandii, niedaleko Youghal, na południowym wybrzeżu Irlandii. Uznaje się, że jest najstarszą osadą chrześcijańską w Irlandii. Święty Declan żył jakiś czas w tym regionie w okresie lat 350-450 naszej ery i schrystianizował te obszary przed przybyciem świętego Patryka.

## Kościelne ruiny
Na wzgórzu nad miejscowością znajduje się dobrze zachowana okrągła wieża o wysokości 30 metrów z XII wieku oraz ruiny katedry i kaplicy pochodzące odpowiednio z XIII i VIII wieku. Jedna z zewnętrznych ścian katedry zawiera kilka rzeźb kamiennych pobranych z wcześniejszej budowli z IX wieku. Ryty zawierają między innymi bardzo wczesny obraz harfy, obrazy Adama i Ewy w ogrodzie i wizerunek "wyroku Salomona".